# Drag Vintash
Drag Vintash, nombre artístico de Lorena Socorro Núñez, es una drag queen española. Fue la segunda mujer en la historia en competir en la Gala Drag Queen de Las Palmas de Gran Canaria, después de Drag Noa.

## Vida y carrera
Lorena comenzó a interesarse por el mundo drag a partir de ver la Gala Drag Queen de Las Palmas de Gran Canaria de 2012. Se sintió completamente fascinada por los espectáculos drag y reproducía continuamente los vídeos. Fue en 2019 cuando ella misma actuó como drag queen, realizando un espectáculo en una gala drag del barrio de San Lorenzo.
En el año 2022, Vintash actuó por primera vez en la Gala Drag Queen de Las Palmas de Gran Canaria, presentando el espectáculo "Evafutura", con diseños de Kilian Betancor Falcón.
El 8 de febrero de 2024 abrió la Gala Drag Queen de Telde, siendo la primera artista de la noche y compitiendo contra artistas reconocidos como Drag Hefesto y Drag Shiki. Dicha gala fue televisada a nivel autonómico por Radio Televisión Canaria.